# Poa megalantha
Poa megalantha är en gräsart som först beskrevs av Parodi, och fick sitt nu gällande namn av Wilhelm Franz Herter. Poa megalantha ingår i släktet gröen, och familjen gräs. Inga underarter finns listade i Catalogue of Life.